# Tame Impala

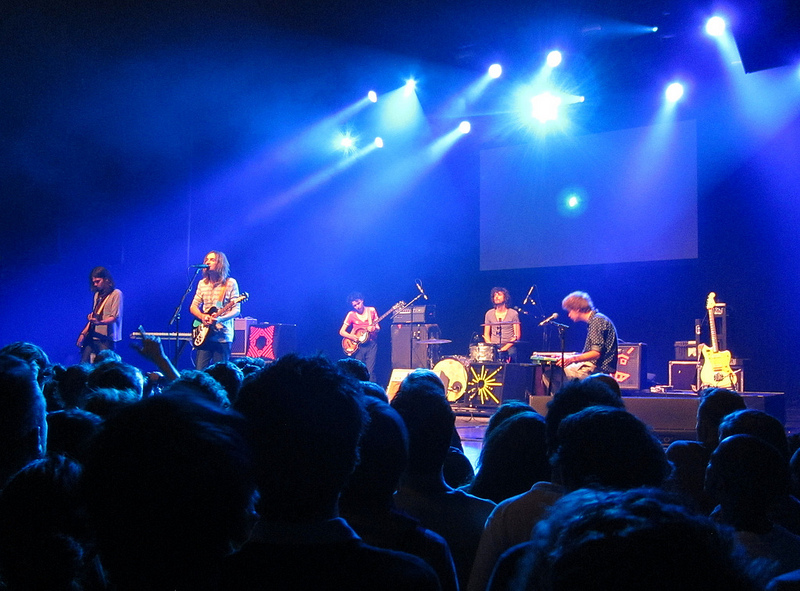
Een live-optreden van Tame Impala in Brussel in 2012.

Tame Impala is een Australisch muzikaal project onder leiding van multi-instrumentalist Kevin Parker, die de psychedelische rock schrijft, speelt, opneemt en produceert. Tijdens live-optredens beperkt Parker zich tot de sologitaar en zang en vullen Dominic Simper (gitaar), Cam Avery (basgitaar), Jay Watson (keyboard en achtergrondzang) en Julien Barbagallo (drum) hem aan op het podium. Tame Impala begon in 2007 te Perth. De naam van de groep verwijst naar de impala, een soort antilope. De muziek vertoont een verscheidenheid aan invloeden en de band ziet zichzelf als "een continu vloeiende psychedelische rockband die de nadruk legt op melodieën die op dromen gelijken."
Tame Impala brak in 2008 in Australië door. Nederland volgde in 2015. De single Let It Happen werd door 3voor12 uitgeroepen tot Song van het Jaar. Ook verwierf het een plek in de Radio 2 Top 2000. Het album Currents bereikte de eerste positie in de Album Top 100.
In juli 2025 werd wereldwijd de single End of Summer uitgebracht.

## Discografie

### Albums

#### Nederland
| Album met eventuele hitnotering(en) in de Nederlandse Album Top 100 | Datum van verschijnen | Datum van binnenkomst | Hoogste positie | Aantal weken | Opmerkingen |
| ------------------------------------------------------------------- | --------------------- | --------------------- | --------------- | ------------ | ----------- |
| Innerspeaker                                                        | 13-09-2010            | 18-09-2010            | 83              | 1            |             |
| Lonerism                                                            | 05-10-2012            | 13-10-2012            | 45              | 6            |             |
| Currents                                                            | 17-07-2015            | 18-07-2015            | 1(1wk)          | 66*          |             |
| The Slow Rush                                                       | 14-02-2020            |                       | 2               | 12           |             |

#### Vlaanderen
| Album met hitnotering(en) in de Vlaamse Ultratop 200 albums | Datum van verschijnen | Datum van binnenkomst | Hoogste positie | Aantal weken | Opmerkingen |
| ----------------------------------------------------------- | --------------------- | --------------------- | --------------- | ------------ | ----------- |
| Innerspeaker                                                | 2010                  | 25-09-2010            | 73              | 5            |             |
| Lonerism                                                    | 2012                  | 13-10-2012            | 38              | 20           |             |
| Currents                                                    | 2015                  | 25-07-2015            | 9               | 247*         |             |
| The slow rush                                               | 2020                  | 22-02-2020            | 2               | 51           |             |

### Ep's
- Tame Impala [H.I.T.S. 003] - Hole in the Sky (2008) (12" vinyl)

### Singles
- "Sundown Syndrome" (2009)
- "Remember Me" (2009)
- "Half Full Glass Of Wine" (2009)
- "Wander" (2009)
- "41 Mosquitoes Flying In Formation" (2009)
- "Slide Through My Fingers" (2009)
- "Solitude Is Bliss" (2010)
- "Lucidity" (2010)
- "Desire Be Desire Go" (2010)
- "Expectation" (2010)
- "When The Feeling's In The Core" (2010)
- "Jeremy's Storm" (2010)
- "Vital Signs" (2010)
- "The Bold Arrow Of Time" (2010)
- "Runway, Houses, City, Clouds" (2010)
- "I Don't Really Mind" (2010)
- "Island Walking" (2010)
- "Skeleton Tiger" (2011)
- "Late Night Moonlight" (2011)
- "Why Won't You Make Up Your Mind" (2011)
- "Apocalypse Dreams (2012)
- "Beverly Laurel" (2012)
- "Alter Ego" (2012)
- "Music To Walk Home By" (2012)
- "Be Above It" (2012)
- "Sun's Coming Up" (2012)
- "Keep On Lying" (2012)
- "Elephant" (2012)
- "Feels Like We Only Go Backwards" (2012)
- "Endors Toi" (2012)
- "Mind Mischief" (2012)
- "It's Not Meant To Be" (2012)
- "Why Won't They Talk To Me?" (2012)
- "Led Zeppelin" (2012)
- "Canyons Sunrise Reprise" (2013)
- "Nothing That Has Happened So Far Has Been Anything We Could Control" (2014)
- "Sestri Levante" (2014)
- "The Sun" (2014)
- "She Just Won't Believe Me" (2014)
- "Let It Happen" (2015) (Megahit NPO 3FM)
- "Cause I'm A Man" (2015)
- "Past Life" (2015)
- "Nangs" (2015)
- "Disciples" (2015)
- "Eventually" (2015)
- "Reality In Motion" (2015)
- "The Less I Know the Better" (2015)
- "Gossip" (2015)
- "Love/Paranoia" (2015)
- "New Person, Same Old Mistakes" (2015)
- "The Moment" (2015)
- "Yes I'm Changing" (2015)
- "Patience" (2019)
- "Borderline" (2019)
- "It Might Be Time" (2019)
- "Posthumous Forgiveness" (2019)
- "Lost in Yesterday" (2020)
- "Breathe Deeper" (2020)
- "Call My Phone Thinking I'm Doing Nothing Better" (2020)
- "Is It True" (2020)
- "No more lies" (2023)
- "End Of Summer" (2025)

### NPO Radio 2 Top 2000
| Nummers met noteringen in de NPO Radio 2 Top 2000 | '15  | '16 | '17  | '18  | '19 | '20 | '21 | '22 | '23 | '24 |
| ------------------------------------------------- | ---- | --- | ---- | ---- | --- | --- | --- | --- | --- | --- |
| Let It Happen                                     | 1790 | 571 | 672  | 735  | 682 | 512 | 558 | 453 | 469 | 423 |
| The Less I Know the Better                        | -    | -   | 1268 | 1063 | 794 | 684 | 737 | 592 | 636 | 657 |

1. ↑  Een '-' betekent dat het nummer niet was genoteerd en een vetgedrukt getal geeft de hoogste notering van een nummer aan.
2. ↑  2015 was het eerste jaar met een notering voor Tame Impala.